# Еркович, Небойша

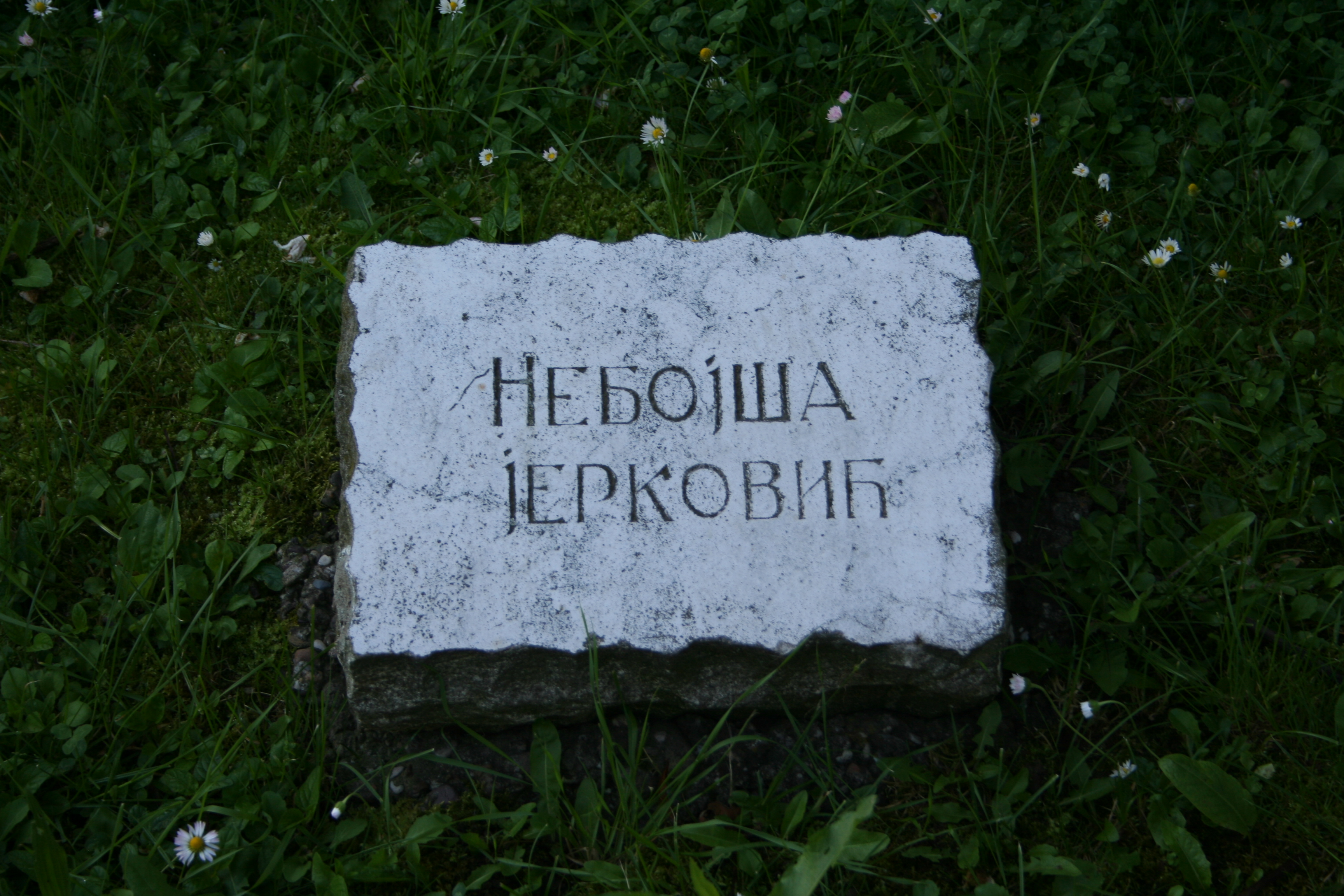
Могила Небойши Ерковича на Партизанском кладбище в Шабаце

Небойша Еркович (серб. Небојша Јерковић / Nebojša Jerković; февраль 1912, Огар — 27 декабря 1941, Бела-Река, у Шабаца) — югославский сербский партизан времён Народно-освободительной войны Югославии. Брат Народного героя Югославии Душана Ерковича.

## Биография

### Довоенные годы
Родился в феврале 1912 года в селе Огар (ныне община Печинци в Воеводине). Родом из учительской семьи. Окончил начальную школу в родном селе и гимназию в Панчево. Учился в педагогических училищах Сомбора и Суботицы, преподавал в школах деревень Сремска-Рача и Кленак. Поддерживал коммунистов, за что был выслан в Македонию к границе с Албанией. Состоял в Учительском культурно-исследовательском обществе имени Вука Караджича, созданном коммунистами. В 1939 году Небойша со своей супругой Катариной, также учительницей, стал членом Коммунистической партии Югославии и секретарём партийной ячейки. В 1940 году посещал с супругой партийные курсы в Сирянской-Бани, которые вёл Светозар Вукманович. В работе курсов участвовал и Веселин Маслеша. В ходе этих курсов Небойша руководил одной из групп. С 1940 года проживал в Белграде, работал у писателя Гецы Кона коллектором на легальной основе.

### Партизанская деятельность
Небойша отслужил к тому моменту в армии, окончил школу офицеров запаса и получил звание поручика (лейтенанта) запаса. После Апрельской войны Небойша сбежал с супругой из Белграда в деревню Кленак, а в конце июня прибыл в Шабац, где 25 июня 1941 был включён как опытный офицер в военно-оперативный штаб и назначен командиром будущего отряда. Вскоре он покинул Шабац и отправился в Штитар вместе с руководителями партизанского коммунистического движения для образования отряда. 16 июля был образован Мачванский партизанский отряд, командиром которого и стал Небойша. Под его командованием Мачванский отряд вёл успешные боевые действия летом и осенью 1941 года. Первыми под его ударами пали жандармерийские станции в сёлах Мачва и Подрине, в августе были атакованы Мачванска-Митровица и заняты две дороги на Богатич. В ходе акций партизаны заполучили большое количество оружия и боеприпасов. 25 августа 1941 капитан четников Драгослав Рачич, командовавший Церским четницким отрядом, договорился с Небойшей Ерковичем о совместных действиях. Партизаны участвовали в боях за Шабац и Баню-Ковилячу, освободив Баню-Ковилячу, Богатич, Лозницу и Мачванску-Митровицу. 26 сентября на совещании Главного штаба Еркович предложил организовать закупку зерна в окрестностях и поскорее вывезти его в горные районы Рачевины и затем к Ужице. Местные жители поддержали инициативу и передали запасы зерна партизанам, чтобы оставить немцев без припасов.

### Первое антипартизанское наступлениеи прорыв к своим
В сентябре 1941 года немецкие войска начали наступление на Ужице. 342-я пехотная дивизия вермахта столкнулась с Мачванским партизанми отрядом, и после упорных боёв отряд вынужден был отступить к югу. После падения Ужицкой республики в конце ноября отряд оказался снова в тяжёлой ситуации. На совещании Штаба отряда с представителем Главного штаба НОПО в Сербии Мирко Томичем, прошедшем 15 декабря 1941 в селе Драгодол, было принято решение вернуть отряд к своим позициям. Пробиваясь с боем к Мачве на Церу, к концу декабря партизаны потеряли почти весь свой командный состав — штаб отряда, штабы батальонов и множество бойцов. Только одна рота отряда ушла к Валевскому партизанскому отряду.
Отряд для прорыва сквозь вражеские позиции разделился на небольшие группы: все группы должны были соединиться в местечке Кумовац-на-Церу. В группе Небойши Ерковича были ещё восемь человек: Доброслав Радосавлевич, Радован Вукович, Александар «Лала» Станкович, Миодраг «Мика» Граор, Мимчило «Моша» Срнич и курьеры штаба Миленко Берич и Александар «Алекса» Андрич. В селе Бела-Река у подножия Цера эта группа разместилась в доме Божидара Радойчича, находившемся на краю деревни. 27 декабря и эта группа вынуждена была разделиться ещё на две группы: с Ерковичем остались четыре партизана — Андрич, Станкович, Граор и Срнич.

### Гибель
27 декабря 1941 вечером Алекса Андрич, выбежав из дома, привлёк внимание на себя лётичевских полицаев. В 11 часов вечера они окружили дом, где прятались партизаны, и схватили Андрича, после чего открыли огонь по дому. Все партизаны, не желая сдаваться, покончили с собой. Их тела вывезли в Шабац, а хозяина дома — Радойчича, находившемся в Шабацком лагере пленных, — расстреляли.
Супруга Небойши, Катерина, с августа 1941 года была курьером Шабацкого окружного комитета и Штаба Мачванского отряда. После провала нападения четников и партизан на Шабац она осталась там подпольно работать, а потом перебралась в Белград. Брат Небойши, Душан, участвовал в организации восстания в Ужице, командовал Ужицким партизанским отрядом и погиб 29 ноября 1941 года в битве за Кадинячу.

## Память
Указом Президиума АВНОЮ от 6 июля 1945 года Небойша Еркович был посмертно награждён орденом «За заслуги перед народом» I степени.
Именем Небойши и Душана Ерковича названы начальная школа в Белграде, улица и даже целый район — Брача-Еркович. Именем Небойши названы начальная школа в селе Буджановцы и ещё несколько улиц в городах Сербии.